# Catherine Hubeau
Catherine Hubeau est une actrice française née le 24 septembre 1945. Pensionnaire de la Comédie-Française (1964-1967), elle a été une actrice emblématique de la télévision dans les années 1960-1970 : La Sœur de Gribouille, L'Ami Fritz, Blanche de Bourgogne dans Les Rois maudits (1972), Un homme, une ville, Médecins de nuit, Les Cinq Dernières Minutes, Les Peupliers de la Prétentaine... Au cinéma, on l'a vue dans L'Œuf, Prisonnières, La Fracture du myocarde.
Catherine Hubeau est directrice artistique de la Compagnie Avril Enchanté.

## Filmographie

### Cinéma
- 1972 : L'Œuf de Jean Herman : Lucie Berthoullet
- 1979 : L'école est finie d' Olivier Nolin
- 1985 : Flash Back d' Olivier Nolin : La femme étrange
- 1987 : Travelling avant de Jean-Charles Tacchella : La mère de Donald
- 1988 : Prisonnières de Charlotte Silvera : La surveillante
- 1990 : Dames galantes de Jean-Charles Tacchella : Madame de Houde
- 1990 : La Fracture du myocarde de Jacques Fansten : Dodoche
- 1998 : Je suis vivante et je vous aime de Roger Kahane : Mère supérieure
- 1999 : Les qui s'aiment de Jean-Charles Tacchella : La journaliste
- 2012 : L'Avenir c'est aujourd'hui d' Anne Zinn-Justin : La femme (court métrage)
- 2017 : Ombres et Lumières d' Olivier Nolin : La nounou
- 2017 : La Statue dans l'île d' Olivier Nolin (Court-métrage)

### Télévision
- 1963 : Le Théâtre de la jeunesse : Melchior des trois rivières, réalisation en 2 parties Jean-Paul Carrère :  (première partie : "Les longues dentelles", deuxième partie : "Mademoiselle de Verchères") : Madeleine de Verchères
- 1964 : Les Pieds sur le tapis  téléfilm de Jean-Marie Coldefy
- 1964 : Le Théâtre de la jeunesse : La Sœur de Gribouille d'après La Sœur de Gribouille de la comtesse de Ségur, réalisation en 2 parties Yves-André Hubert : Caroline
- 1966 : L'Aiglon  d'après la pièce d' Edmond Rostand, réalisation  Pierre Badel : Thérèse
- 1966 : Les Temps difficiles de Jean Pignol : Anne-Marie
- 1967 : Les Cinq Dernières Minutes, épisode Un mort sur le carreaur de Roland-Bernard : Françoise
- 1967 : L'ami Fritz, téléfilm de Georges Folgoas : Suzel
- 1969 : La Cravache d'or (série télévisée) d'André Michel : Marguerite
- 1970 : Le petit vieux des Batignoles, téléfilm de Jean-Pierre Marchand : Lucie
- 1971 : La Duchesse de Berry, téléfilm de Jacques Trébouta : Eulalie de Kersabiec
- 1972-1973 : Les Rois maudits, de Claude Barma : Blanche de Bourgogne.
- 1973 : Les Fleurs succombent en Arcadie de Jean Vernier : Lise Bajus
- 1973 : Un homme, une ville (série télévisée) de Joseph Drimal : Nénette Le Louet
- 1973 : L'Hiver d'un gentilhomme (série télévisée) de Yannick Andréi : Anne de Sagne
- 1973 : La belle au bois dormant téléfilm de Robert Maurice
- 1974 : Le colchique et l'étoile téléfilm de Michel Subiela : Marie
- 1974 : Vani la merveille téléfilm de Jean Cosmos : Mo
- 1975 : Mozart téléfilm de Franck Andron : Louise
- 1975 : Alouqa ou la comédie des morts téléfilm de Pierre Cavasillas : Etiennette Blancq
- 1975 : Les Peupliers de la Prétentaine (série télévisée) de Jean Herman : Clémence
- 1976 : La folle de Chaillot de Gérard Vergez : Irma, la plongeuse
- 1976 : La grande peur de Michel Favart : Marie Catherine
- 1976 : Messieurs les jurés : L'Affaire Jasseron d'André Michel : Mlle Planchez
- 1978 : L'Avare de Jean Pignol : Elise
- 1978 : Regards sur l'histoire : Le soleil et l'écureuil de Claude Mourthé : Armande Béjart
- 1980 : Médecins de nuit de Philippe Triboit, épisode : La Pension Michel (série télévisée) : Dr. Evelyne Dulac
- 1980 : Médecins de nuit de Gilles Legrand, épisode : Amalgine : Dr. Evelyne Dulac
- 1982 : Deuil en vingt-quatre heures de Frank Cassenti, (série télévisée) : La standardiste
- 1983 : Liberté-liberté d'Alain Dhouailly : Martine
- 1986 : Léon Blum à l'échelle humaine de Jacques Rutman : Janot
- 1989 : Mon dernier rêve sera pour vous de Robert Mazoyer, (série télévisée) : Madame Joubert
- 1993 : Le Chasseur de la nuit de Jacques Renard : La Femme de Come
- 1998 : Avocats & associés de Gilles Legrand, épisode : Faux sanglant : Annie Romain
- 2003 : Julie Lescaut, épisode 1 saison 12, La tentation de Julie de Klaus Biedermann : Alix
- 2009 : Diane femme flic  de Christian Bonnet : Mme Castellani
- 2013 : Petits secrets entre voisins, (série télévisée) : (épisode "Mise en scène") : Monique
- 2017 : Genuis, (série télévisée) : Grandma Renoult
- 2018 : A musée vous, a musée moi, (série télévisée) : La mère de Whisler
- 2022 : Moriah's Lighthouse de Stefan Scaini, téléfilm : Anastasia

## Théâtre
- 1965 : Les Temps difficiles d'Édouard Bourdet, mise en scène Maurice Escande, Comédie-Française : Anne-Marie
- 1965 : Le Malade imaginaire de Molière, mise en scène Robert Manuel, Comédie-Française
- 1965 : Un fil à la patte de Georges Feydeau, mise en scène Jacques Charon, Comédie-Française
- 1966 : Les Femmes savantes de Molière, mise en scène Jean Meyer, Comédie-Française
- 1966 : Le Mariage de Kretchinsky d'Alexandre Soukhovo-Kobyline, mise en scène Nicolas Akimov, Comédie-Française
- 1967 : Le Menteur de Corneille, mise en scène Jacques Charon, Comédie-Française
- 1967 : L'Été de Romain Weingarten, mise en scène Jean-François Adam
- 1968 : Tessa, la nymphe au cœur fidèle adaptation Jean Giraudoux d'après Basil Dean et Margaret Kennedy, mise en scène Maurice Guillaud, Festival de Bellac
- 1970 : Opérette de Witold Gombrowicz, mise en scène Jacques Rosner, TNP Théâtre de Chaillot
- 1972 : Le Coup de Trafalgar de Roger Vitrac, mise en scène Jacques Rosner, Théâtre national de l'Odéon
- 1975 : La Folle de Chaillot de Jean Giraudoux, mise en scène Gérard Vergez, Théâtre de l'Athénée
- 1978 : Zadig ou la destinée de Voltaire, mise en scène Jean-Louis Barrault, Théâtre d'Orsay
- 1979 : À nous de jouer de Félicien Marceau, mise en scène Andréas Voutsinás, Théâtre Hébertot
- 1991 : Loire de André Obey, mise en scène Jean-Paul Lucet,    Théâtre des Célestins